# The Woman in Me (мемуары)
«The Woman In Me»(с англ. — «Женщина во мне») — мемуары Бритни Спирс, которые вышли в октябре 2023 года. В книге поп-принцесса впервые рассказала о многих фактах из личной жизни, включая многолетнюю опеку, беременность и аборт от Джастина Тимберлейка, трудностях в семье и собственных ментальных проблемах.
Книга стала бестселлером № 1 по версии New York Times, а также предметом одной из самых дорогих издательских сделок в истории. Всего было продано больше 2 млн копий по всему миру.

## Предыстория и релиз
Решение о выпуске мемуаров Бритни Спирс объявила спустя три месяца после того, как суд прекратил её многолетнюю опеку. 21 февраля 2022 года стало известно, что Спирс подписала контракт на сумму 15 миллионов долларов для будущих мемуаров с издательством Simon & Schuster — эта сделка стала одной из крупнейших книжных сделок всех времён после контрактов принца Гарри, а также Барака и Мишель Обамы.
11 июля 2023 года Бритни подтвердила, что закончила написание мемуаров, представила их название и обложку и объявила, что они выйдут в октябре. Название книги — строчка из песни I’m Not a Girl, Not Yet a Woman, которую Бритни выпустила в 2001 году на третьем студийном альбоме. Ещё до официального выхода The Woman In Me заняла первое место в списке самых ожидаемых релизов года на Amazon.
Релиз состоялся 24 октября 2023 года В первую неделю в США было продано 1,1 миллиона копий. По состоянию на 11 января 2024 года в США было продано больше двух миллионов копий.
Книгу перевели на 26 языков. Кроме того, мемуары выпустили в формате аудиокниги, которую озвучила актриса Мишель Уильямс. Бритни подтвердила, что не будет полностью озвучивать книгу из-за её «душераздирающего и эмоционального» содержания и записала для неё только введение.
Мемуары стали бестселлером № 1 по версии The New York Times за первую неделю выпуска. Такие издания как Vogue, Elle, The Washington Post, Rolling Stone, NPR, Financial Times, Vanity Fair, Publishers Weekly и другие назвали The Woman In Me одним из лучших бестселлеров 2023 года.
В Великобритании мемуары также заняли первое место в официальном чарте UK Top 50. The Woman In Me стали вторыми в стране по популярности после мемуаров Принца Гарри. Книга также завоевала коммерческий успех в Германии и во Франции. А спустя три месяца после выпуска мемуары были признаны самым прослушиваемым произведением на Spotify.
В России мемуары Бритни Спирс поступили в продажу в январе 2024 года. Российские издательства не получили права на перевод, поэтому книгу продают на языке оригинала.

## Краткое содержание
В The Woman In Me Бритни рассказывает о пути к славе, о широко освещенных в СМИ проблемах, с которыми она столкнулась, и о попытках вырваться из многолетней опеки, которая на протяжении 14 лет контролировала её жизнь.
Свои мемуары Бритни начинает издалека и описывает жестокую атмосферу в доме. Во многом винит её деда Джуна, державшего в страхе всю семью. Его первая жена Джин, в честь которой назвали Бритни (Бритни Джин Спирс), потеряла ребёнка. И тогда Джун поместил её в психиатрическую больницу. Джин была не единственной женой Джуна, побывавшей в этой лечебнице: его вторую супругу постигла та же участь. Дед был жесток не только к женщинам, но и к детям. И это сильно повлияло на отношения в семье Бритни.
Я знаю, что поведение отца со мной и моими братьями и сестрами — это последствие травмы. Он пил до тех пор, пока его мозг не отключался. Пропадал на несколько дней. Он был очень злым, когда пил.
Бритни впервые подробно рассказывает об отношениях с певцом Джастином Тимберлейком, с которым они встречались с 1998 до 2002 года. В мемуарах Бритни впервые призналась, что забеременела от Тимберлейка, когда им обоим было по 19 лет, и что он уговорил её сделать аборт. А также рассказала о его многочисленных изменах и призналась, что тоже изменяла ему — с танцором Уэйдом Робсоном. Бритни пишет, что Джастин расстался с ней по смс, когда она была в Лондоне на съёмках видеоклипа Overprotected The Darkchild Remix.
Также в мемуарах певица рассказала о 55-часовом браке с другом детства Джейсоном Александром в 2004 году, который широко осудили в СМИ. Спирс написала: «Они сделали слишком большое дело из невинного веселья. У всех разные взгляды на это, но я не воспринимала это всерьез». Большая часть книги посвящена отношениям и браку с Кевином Федерлайном и о трудностях, с которыми она столкнулась после того, как стала матерью, в том числе о послеродовой депрессии. Мемуары также более подробно описывают и дают новый взгляд на широко разрекламированные события из жизни Спирс, включая громкий развод и последующую опеку, которую возглавил её отец, подвергая её психологическому насилию.

## Отзывы критиков
The Woman In Me получила положительные оценки критиков и признание ряда авторитетных изданий, включая The New York Times, Time и The Los Angeles Times. BBC назвали книгу «злой, но поучительной историей», а The Independent описала её «грубой, нефильтрованной и захватывающей в своей ярости». В статье для Forbes Тони Фицджеральд заявила, что мемуары «меняют мнение о психическом здоровье и детской славе».

## Награды и номинации
| Год  | Награда                 | Категория                      | Номинирован                    | Итог      |
| ---- | ----------------------- | ------------------------------ | ------------------------------ | --------- |
| 2023 | Goodreads Choice Awards | Лучшие мемуары и автобиография | Лучшие мемуары и автобиография | Победа    |
| 2024 | Audie Awards            | Лучший рассказчик нон-фикшн    | Мишель Уильямс                 | Номинация |
| 2024 | British Book Awards     | Книга года — нон-фикшн         | Книга года — нон-фикшн         | Номинация |